# Droga wojewódzka nr 837
Droga wojewódzka nr 837 (DW837) – droga wojewódzka w południowej części województwa lubelskiego. Rozpoczyna się w Sitańcu na północ od Zamościa, a kończy w Piaskach na wschód od Lublina. W obu tych miejscowościach łączy się z trasą 17 (E372), jest alternatywną drogą dla tej trasy na odcinku Lublin - Zamość. Przebiega przez powiaty: świdnicki, krasnostawski i zamojski ziemski. Długość tej drogi to ok. 65 km.

## Miejscowości leżące przy trasie DW837
- Sitaniec
- Wysokie
- Bortatycze
- Białobrzegi
- Zarudzie
- Złojec
- Krzak
- Nielisz
- Staw Noakowski
- Kolonia Emska
- Płonka
- Mościska-Kolonia
- Wierzbica
- Równianki
- Gany
- Średnia Wieś
- Żółkiewka
- Tokarówka
- Dąbie
- Pilaszkowice Drugie
- Pilaszkowice Pierwsze
- Bazar
- Częstoborowice
- Rybczewice
- Rybczewice Pierwsze
- Stryjno-Kolonia
- Stryjno Pierwsze
- Wygnanowice
- Gardzienice Pierwsze
- Gardzienice Drugie
- Piaski